# Intel 8275
Intel 8275 — електронний компонент, мікросхема відеоконтролера (Programmable CRT Controller), випущена компанією Intel у 1970-х роках. Входила в набір мікросхем підтримки мікропроцесора Intel 8080.
Мікросхема в основному застосовувалася в персональних комп'ютерах, орієнтованих на професійне застосування, зокрема, в комп'ютерах Durango F-85 і Robotron 1715. У зарубіжних домашніх комп'ютерах вона поширення не отримала.
Крім Intel, мікросхему також виробляли інші компанії, зокрема, Siemens (SAB8275). У СРСР мікросхему було клоновано під найменуванням КР580ВГ75, вона знайшла застосування у любительському комп'ютері Радіо 86РК.

## Можливості
Мікросхема дозволяє реалізувати відображення символьного екрану з роздільною здатністю до 80×64 символів. Вертикальний розмір символів обмежений 16 пікселями. Також можливо використовувати шість атрибутів відображення символів (миготіння, підкреслення, інверсія, підвищена яскравість і два користувальницьких атрибута), в одному рядку символів може бути до 16 атрибутів. Крім цього є можливість відображення апаратного курсору чотирьох видів (підкреслення або інверсія, з миготінням або без миготіння), можливість генерації переривання по закінченні відображення кожного кадру і підтримка світлового пера.
Мікросхема призначена для спільної роботи з контролером ПДП (Intel 8257), з допомогою якого виконується читання буфера екрану, наявного в загальній пам'яті системи. Розмір пакета ПДП і затримка між пакетами може змінюватися програмно, отримані дані буферизуються у внутрішній пам'яті мікросхеми (два буфери по 96 байт). Мікросхема генерує синхросигнали і формує на вихідних лініях номер поточного символу і номер рядка точок символу, що відображається, а також атрибути поточного відображуваного символу. Формування зображень символів і повного відеосигналу, включаючи інтерпретацію атрибутів, повинно виконуватися зовнішньою схемою.